# Військо Запорозьке
Ві́йсько Запоро́зьке — назва козацьких військово-політичних утворень XVI—XVIII століття. В українській історіографії під терміном Військо Запорозьке найчастіше мається на увазі одне з трьох значень: 
1. військово-політична організація з центром у Запорозькій Січі;
2. державне утворення Гетьманщина, що виникло під час визвольної війни Богдана Хмельницького в середині XVII століття на території Середнього Подніпров'я, Полісся, Брацлавщини і Запорожжя;
3. назва реєстрового війська в Речі Посполитій та Гетьманщині.

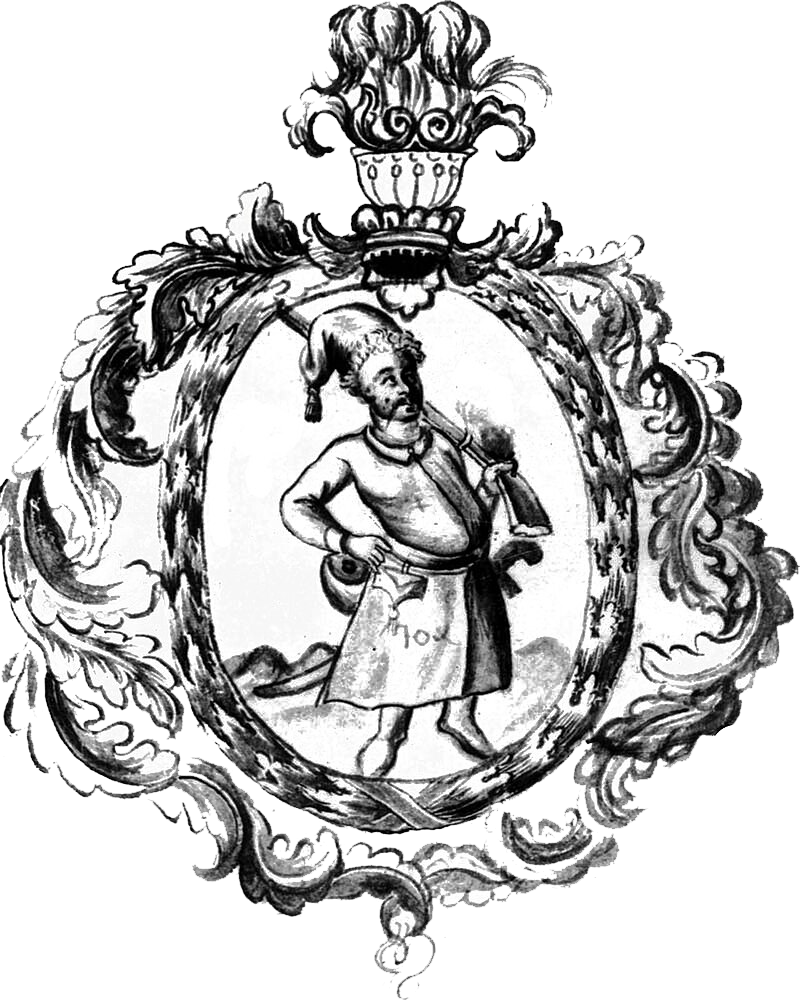
Герб Війська Запорозького з літопису Григорія Грабянки, що присвятив йому пісню (староукр.) "Войська Запорозького воїн знаменитий"

У часи Гетьманщини двома основними групами Держави Війська Запорозького були Військо Запорозьке Городове та Військо Запорозьке Низове. Городове військо у Гетьманщині мало полковий адміністративний устрій, в той час як адміністративно-територіальною одиницею Низового війська лишалася пала́нка.
Існувало з 1634 року п'ять основних пунктів (митниць) на кордонах Запорізької Січі. В зв'язку з цими п'ятьма пунктами внутрішній адміністративно-територіальний поділ Запоріжжя поділявся на 5 паланок. Кожна територіальна одиниця мала укріплений форт-паланку, де мешкав полковник з полковницькою старшиною.
Кожна паланка мала полковника (паланкового), осавула, писаря, 3 пани і 3 підпанки. Кожний полковник мав ознаку влади — пірнач, який носив завжди за поясом, корогву малу (значок), яку носив в час урочистостей перед ним хоружий, і також печатку.
Загальний перелік всіх паланок, що існували у різні часи:
1. Барвінківська паланка
2. Кальміуська паланка
3. Орільська паланка
4. Прогноївська паланка
5. Протовчанська паланка
6. Самарська паланка
7. Яланецька паланка
8. Бугогардівська паланка
9. Інгульська паланка
10. Кодацька паланка
11. Перевізька паланка

## Перші походи

Хортицький замок Байди, середина XVI ст.

У XVI ст. основним центром розселення козацтва стало Запорожжя, або Низ (територія Дніпрових порогів). Звідси назва козаків — запорозькі або низові. Козаки заснували укріплені поселення — січі. Першим організаторами січей були «уходники», яких черкаські та канівські старости відпускали на Середнє і Нижнє Подніпров'я для промислу. Щорічно ватаги уходників на чолі з обраними отаманами йшли за пороги, де в захищених від раптових нападів ворога місцях будували тимчасові житла і приміщення для перероблення та зберігання продуктів промислу. До середини XVI ст. кількість козацтва була вкрай незначною, воно не відігравало самостійної ролі у прикордонних справах. Однак уже з 1540-х років ситуація змінюється. У цей час відбулись перші походи козаків на турецькі міста — Очаків, Білгород і Бендери.

## Військові формації запорозьких козаків

### Запорозька Січ
Запорозька Січ виникла у XVI столітті. Брак прямих свідчень залишає дискусійним питання точного часу, місця її виникнення. М. С. Грушевський появу Січі за дніпровськими порогами визначив 70—80-ми роками XVI століття, В. О. Голобуцький — 30—50-ми роками XVI століття, В. О. Щербак — 60—70-ми роками XVI століття.
Ідея створення форпосту на південних рубежах Литовсько-Руської держави виникла ще у 20—30-х роках XVI століття, але реалізувати її вдалося лише князю Дмитру Вишневецькому, який у 50-х роках XVI століття здійснив експедицію до дніпровських порогів і на острові Мала Хортиця побудував фортецю. До складу гарнізону на Хортицькому острові входили як козаки, так і бояри, драби, слуги. Проживання козаків Д. Вишневецького єдиною громадою у специфічних умовах південного порубіжжя сприяло зародженню військово-політичної організації запорозького товариства, її моделі. Побудований Д. Вишневецьким замок став прототипом козацького укріплення, яке, утвердившись на острові Томаківка у 60—70-х роках XVI століття, дістало назву Запорозької Січі.
Сама Запорозька Січ — це місто-фортеця. На території фортеці зазвичай розміщувались площа, церква, курені, комори, адміністративні споруди. Стіни фортець запорозьких козаків були з насипів земляних валів і дерев'яних укріплень. На підконтрольних Січі землях існували козацькі господарства — зимівники. У XVIII столітті на Запорожжі була впроваджена адміністративно-територіальна система управляння — «паланковий устрій».
За етнічним походженням запорозькі козаки переважно були вихідцями з Русі; також у ряди запорожців вливалися татари, поляки, вихідці з інших народів.
Політичний режим Запорозької Січі Д. І. Яворницький порівняв з вічевою демократією слов'ян. Правова система Запорозької Січі була заснована на звичаєвому праві, яке ґрунтувалося на усних усталених звичаях та нормах. Вищим органом влади у Січі була рада, право участі в якій мали всі козаки. Козацькі ради за традицією збиралися щороку 1 січня для переобрання кошового отамана і старшини. Виконавча влада належала кошовому отаману і центральному органу управління Січі — Кошу.
Основною галуззю господарства Запорозької Січі були промисли, передусім це: полювання, рибальство, скотарство, бортництво, бджільництво, солевидобуток. Козаки мали торгові зносини з татарами та іншими сусідами, вели внутрішню торгівлю. Значний прибуток Січ мала з військових походів.
У другій половині XVI—XVII століттях запорозькі козаки здійснили десятки походів до Очакова, Кілії, Ізмаїлу, Акермана, інших твердинь Османської імперії на Північному Причорномор'ї, досягли берегів Малої Азії, зокрема, фортець Сінопа і Трапезунда. Наприкінці XVI — на початку XVII століть запорозькі козаки були втягнуті у війни, що вела Річ Посполита у Лівонії, Московському царстві. Запорожці брали активну участь у козацько-селянських повстаннях в Речі Посполитій, так, саме на Січі у 1648 році почалося повстання Богдана Хмельницького. З 1649 року Запорозька Січ була складовою Гетьманату. У часи Руїни гетьмани втратили контроль над Запорозькою Січчю, а сама Січ навіть виставляла своїх кандидатів на гетьманство. У 1709 році запорожці підтримали виступ гетьмана Івана Мазепи проти царя. У 1711 році Січ опинилася під кримською протекцією, а в 1734 увійшла до складу Російської імперії. Закінчилася історія Запорозької Січі у 1775 році — коли фортеця запорожців була зруйнована царським військом.

### Гетьманщина
Гетьманщина як держава сформувалася у ході Визвольної війни українського народу.
У 1648 році козацький сотник Богдан Хмельницький здійняв повстання на руських (українських) землях у Речі Посполитій. Одержавши над коронним військом ряд перемог — під Жовтими Водами, Корсунем, Пилявцями і Зборовом, Б. Хмельницький в 1649 році уклав з королем Яном-Казимиром Зборовський договір, згідно з яким виконавча і судова влада у Київському, Чернігівському і Брацлавському воєводствах мала належати православній шляхті і козацькій старшині; гетьман війська Запорозького мав право підтримувати 40-тисячне реєстрове військо.
Після тяжкої поразки козацького війська у Берестецькій битві в 1651 році влада гетьмана обмежувалася Київським воєводством. У 1652 році Б. Хмельницький узяв реванш у Корони за поразку під Берестечком, розгромивши коронне військо під Батогом. Ненадійність союзу з Кримським ханством, провал Молдавської кампанії 1653 року змусили Б. Хмельницького активізувати пошук нових союзників. У січні 1654 року в Переяславі відбулася рада, на якій було ухвалено рішення про військову угоду Гетьманщини з Московією (достовірно не знати відомостей, оскільки оригінал було втрачено).
У 1654—57 роках Гетьманат продовжував проводити досить експансіоністську політику. Так, Б. Хмельницький протягом 1654—57 років розширив границі Гетьманату на півночі до Чаус, а на переговорах з представниками семигородського князя, який претендував на корону Речі Посполитої, вимагав «Русь до Вісли». У 1657 році гетьман Іван Виговський, пропонуючи союз Швеції, хотів розширення границь «до Прусії» шляхом приєднання до Гетьманату Берестейського і Новгородського воєводств.
З 1658 року у Гетьманаті тривав період громадянських воєн і зовнішніх інтервенцій — Руїна. У 1663 році Гетьманщина розпалася на два гетьманства — Лівобережне і Правобережне. Два Гетьманати, спираючись на різні зовнішньополітичні сили і протистоячи один одному, домагалися об'єднання земель Гетьманщини. Руїна призвела до формального поділу Гетьманату в 1667 році за Андрусівським договором на Лівобережний гетьманат під протекторатом Московського царства і Правобережжя у складі Речі Посполитої. Об'єднати Гетьманат в 1668 році вдалося Петрові Дорошенку, одному з найвидатніших діячів періоду Руїни. Скінчилася Руїна падінням Правобережного гетьманату у 1676 році і розоренням татарами й османами південної частини Правобережжя.
Лівобережний гетьманат на початку XVIII століття спробував вивести з-під московської протекції Іван Мазепа, але разом з своїм союзником — шведським королем Карлом XII — зазнав поразки у битві під Полтавою. На Лівобережжі гетьманський уряд з 1722 до 1727 замінювала Малоросійська колегія, а з 1734 до 1750 — «Правління гетьманського уряду». У 1764—1783 роках Лівобережжя було остаточно інкорпоровано до складу Російської імперії.

### Реєстрове військо

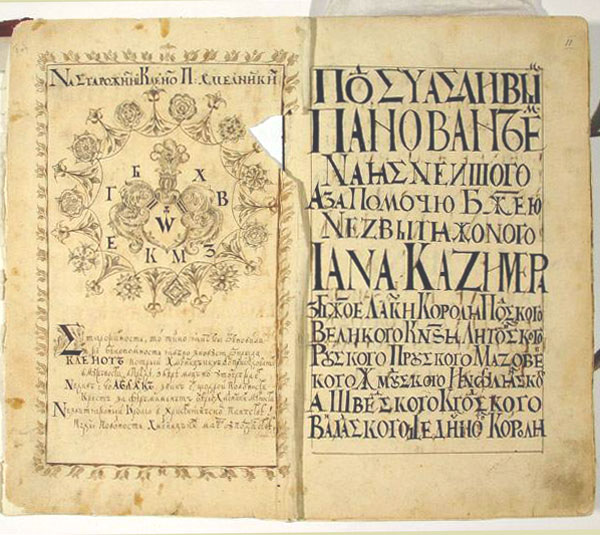
Титульний аркуш реєстру 1649 року

Козаки на території Наддніпрянщини відомі з кінця XV століття. Але як окремий соціальний стан козацтво почало формуватися лише у другій половині XVI століття. Знаменувало початок цього процесу затвердження урядом Речі Посполитої реєстрового війська у 70-х роках XVI століття. Основні елементи суспільних привілеїв реєстрове козацтво, очевидно, перейняло од бояр та шляхти. За реєстровими закріплювався цілий ряд прав і привілеїв: звільнення од державних податків і повинностей, окреме адміністративне підпорядкування та судочинство, право на володіння земельними маєтностями.
Через участь козаків у повстаннях наприкінці XVI — першій половині XVII століть влада Речі Посполитої почала вбачати в козаках загрозу своєму панівному становищу в Україні. Звідси — поява кількох постанов варшавського вального сейму, якими суттєво обмежувалися і навіть скасовувалися козацькі права. Повною мірою їх відновлення було зафіксоване у Зборовському договорі 1649 року, «Березневих статтях» 1654 року. Правові норми цих документів знаменували перетворення козацтва на соціальний стан Гетьманщини. Політичні і економічні важелі влади перейшли до рук старшини, яка сконсолідувалась у привілейований соціальний прошарок.
Чисельність реєстрового війська змінювалася в залежності од різних суспільно-політичних факторів. У 1572 році встановлено реєстр козацького війська — 300, у 1578—500, у 1583—600, у 1590, 1596, 1617 — 1 тисяча, у 1619 — 3 тисячі, у 1625 — 6 тисяч, у 1630 — 8 тисяч, у 1635 — 7 тисяч, у 1638 — 6 тисяч. Військо Гетьманату за Зборівською угодою мало становити 40 тисяч, за Білоцерківською — 20 тисяч, за Переяславською — 60 тисяч. Гадяцьким трактатом визначено 30 тисяч реєстрового війська і 10 тисяч «затяжного» війська. У Лівобережному гетьманаті у другій половині XVII століття діяла Глухівська угода, яка передбачала 30-тисячний реєстр.

## Характеристика козацького війська
Козацьке військо розвивалося у специфічних умовах південного порубіжжя. В умовах постійної загрози нападу кочовиків формувався новий тип вояка — універсального, готового до швидкої зміни обстановки, такого, що сприймав свою військову діяльність через призму протистояння християнського і ісламського світів.
Першим відомим підрозділом козацького війська був загін (перша згадка — 1533 рік). Під час Лівонської війни козацьке військо поділялося на роти, сотні, хоругви, десятки. У Запорозькій Січі наприкінці XVI століття сформувалася чітка структура війська. Головнокомандувачем запорозького війська був гетьман, далі йшли полковники, сотники, десятники.
Козацьке військо було універсальним. Ударну силу козацького війська становила піхота, озброєна рушницями, холодною зброєю. Кількість шеренг козацьких стрільців не була сталою. Козаки вели вогонь з рушниць стоячи, з коліна, навіть лежачи. Козацька кіннота являла собою легку кавалерію з відповідними завданнями — розвідка, флангові атаки, переслідування, рейди, заманювання до пастки тощо Кіннота атакувала неприятеля «лавою»; якщо не перемагала — відступала під прикриття піхоти. Важливе місце у козацькому війську займала артилерія. При стрільбі з гармат використовувались кулі, картеч, запалювальні снаряди тощо. У запорозьких козаків був свій флот, який складався з «чайок» — човнів, що вміщували 50—70 воїнів і були озброєні 4—6 невеликими гарматами, а також човнів на 20—30 осіб. У морських боях козаки намагалися атакувати супротивника непомітно: вночі або проти сонця. Наблизившись до ворожого судна, брали його на абордаж.
Через те, що тактика козацького бою відштовхувалася від оборони, бій супротивнику козаки намагалися нав'язати на важкодоступній місцевості. Готуючись до бою, козаки будували вали, рови, дерев'яні укріплення. Основним оборонним укріпленням у поході був табір — укріплення з возів, з'єднаних мотузками, ланцюгами. Головним призначенням табору возів було прикриття від атак кінноти і списоносців.
Основною зброєю козака була рушниця. Козаків називали «рушничним військом». Загалом козаки були добре озброєні як вогнепальною, так і холодною зброєю. З вогнепальної зброї у джерелах згадуються самопали, мушкети, аркебузи (чи «пищалі»), гаківниці, пістолі, гармати, фальконети, мортири; з холодної — шаблі, списи, кинджали, булави, обухи (бойові молотки), луки і стріли тощо.
Дисципліна у козацькому війську базувалась на карності, ідеології, осуді товариства. Найпоширенішими покараннями були смерть та побиття киями. Ідеологія зводилася до релігійних і патріотичних лозунгів: у протистоянні з татарами й османами козаки вважали себе захисниками християнської віри, а під час війни з поляками додавалася ще й національна ідея визволення Русі.

### Розташування основних архівних джерел
Україна
- Центральний державний історичний архів України, м. Київ.

- Фонд Житомирського міського суду, збірки документів Замойських і Сапіг кінця 16 — першої половини 17 століття, списки особового складу рядових козаків у фондах:

- «Документи архівів та рукописних відділів бібліотек Польщі, які відображають історію України»;
- «Документи і матеріали з історії Запорозької Січі»;
- «Колекція фотокопій документів про Визвольну війну українського народу 1648—1654 рр.».

- Інститут рукопису Національної бібліотеки України ім. В. І. Вернадського, Київ.

- Люстрації королівщин, виписки з актових книг, універсали козацьких ватажків, кореспонденція урядових чиновників.

Польща
- Головний архів давніх актів, Варшава.

- Архів Радзивіллів — справи про військові походи запорожців, універсали королів Польщі Стефана Баторія, Сигізмунда III і Владислава IV, литовського гетьмана Христофора (Кшиштофа) Радзивілла (можливо, його батька Христофора (Кшиштофа) Радзивілла (Перуна) до Війська Запорозького, накази коронних гетьманів Станіслава Жолкевського та Станіслава Конецпольського, кореспонденція родини Радзивіллів та інші документи.
- Архів Замойських — універсал гетьмана Війська Запорозького Гната Василевича 1596 року, листування з козаками канцлера Речі Посполитої Яна Замойського, київського воєводи Томаша Замойського, кореспонденції Яна (Івана) Даниловича, Яна Калиновського, Стефана Хмелецького, Януша Тишкевича, Адама Киселя, епістолярна спадщина старших Війська Запорозького Яна Оришовського, Федора Полоуса, Тихона Байбузи, Гната Василевича, Григорія Лободи, Самійла Кішки, Гаврила Крутневича, Дороша Кучковича, Оліфера Голуба, Михайла Дорошенка, Івана Кулаги і Андрія Діденка та інші документи.

- Бібліотека музею Чороторийських, Краків.

- Королівські універсали, урядові постанови, документи урядових комісій 1617, 1619, 1622, 1625 років, описи козацьких повстань кінця 16 — 1-ї половини 17 століття, щоденники Московського походу (1608 — 1611), Цецорської та Хотинської битв, кореспонденція князів Збаразьких, Острозьких, Сапєг та Ходкевичів.

- Бібліотека Варшавського університету, Варшава (відділ рукописів).
- Бібліотека Ягеллонського університету, Краків (відділ рукописів).
- Бібліотека Польської Академії наук, Краків (відділ рукописів).

Росія
- Російський державний архів давніх актів, Москва.
- Національна російська бібліотека ім. М. Є. Салтикова-Щедріна, Санкт-Петербург.

### Збірки опублікованих джерел
- Акты, относящиеся к истории Западной России
- Акты, относящиеся к истории Южной и Западной России[8]
- Архив Юго-Западной России
- Жерела до історії України-Руси
- Селянський рух на Україні 1569 — 1647 рр.
- Źródła dziejowe
- Volumina legum
- Akta historica res gestas Poloniae illustrantia

## Історіографія
Історичні твори і дослідження сучасників козаків, що використовуються як джерела для вивчення Війська Запорозького:
- Марцін Бельський. Хроніка Польська (1597)[9]
- Алессандро Гваньїні. Хроніка Сарматії Європейської (1611)[10]
- Гійом Левассер де Боплан. Опис України (1660)[11]
- Невідомий автор. Літопис Самовидця (після 1702)[12]
- Григорій Граб'янка. Літопис Григорія Грабянки (1710)[13]
- Самійло Величко. Літопис (після 1720)[14]
- Петро Симоновський.  Краткое описание о козацком малороссийском народе и о военных его делах  (1765)[15]